# Bat Head Soup: A Tribute to Ozzy
Bat Head Soup: A Tribute to Ozzy es un álbum tributo publicado en el año 2000 por diversos artistas de heavy metal y hard rock rindiendo homenaje a la carrera del músico británico Ozzy Osbourne. Fue producido por los músicos Bob Kulick y Bruce Bouillet.

## Lista de canciones
1. «Mr. Crowley» (4'56")
(Tim "Ripper" Owens / Yngwie Malmsteen / Tim Bogert / Tommy Aldridge / Derek Sherinian)
2. «Over The Mountain» (4'38")
(Mark Slaughter / Brad Gillis / Gary Moon / Eric Singer / Paul Taylor)
3. «Desire» (5'55")
(Lemmy Kilmister / Richie Kotzen / Tony Franklin / Vinnie Colaiuta)
4. «Crazy Train» (5'15")
(Dee Snider / Doug Aldrich / Tony Levin / Jason Bonham)
5. «Goodbye To Romance» (5'39")
(Lisa Loeb / Dweezil Zappa / Michael Porcaro / Stephen Ferrone / Michael Sherwood)
6. «Hellraiser» (5'37")
(Joe Lynn Turner / Steve Lukather / Billy Sherwood / Jay Schellen / Paul Taylor)
7. «Shot In The Dark» (4'42")
(Jeff Scott Soto / Bruce Kulick / Ricky Phillips / Pat Torpey / Derek Sherinian)
8. «Children Of The Grave» (5'13")
(Jeff Martin / Paul Gilbert / John Alderete / Scott Travis)
9. «Paranoid» (3'36")
(Vince Neil / George Lynch / Stu Hamm / Gregg Bissonette)
10. «Suicide Solution» (4'05")
(Adam Paskowitz / Peter Perdichizzi / James Book / Nick Lucero)
11. «I Don't Know» (5'22")
(Jack Blades / Reb Beach / Jeff Pilson / Bobby Blotzer / Paul Taylor)